# Tarbelles

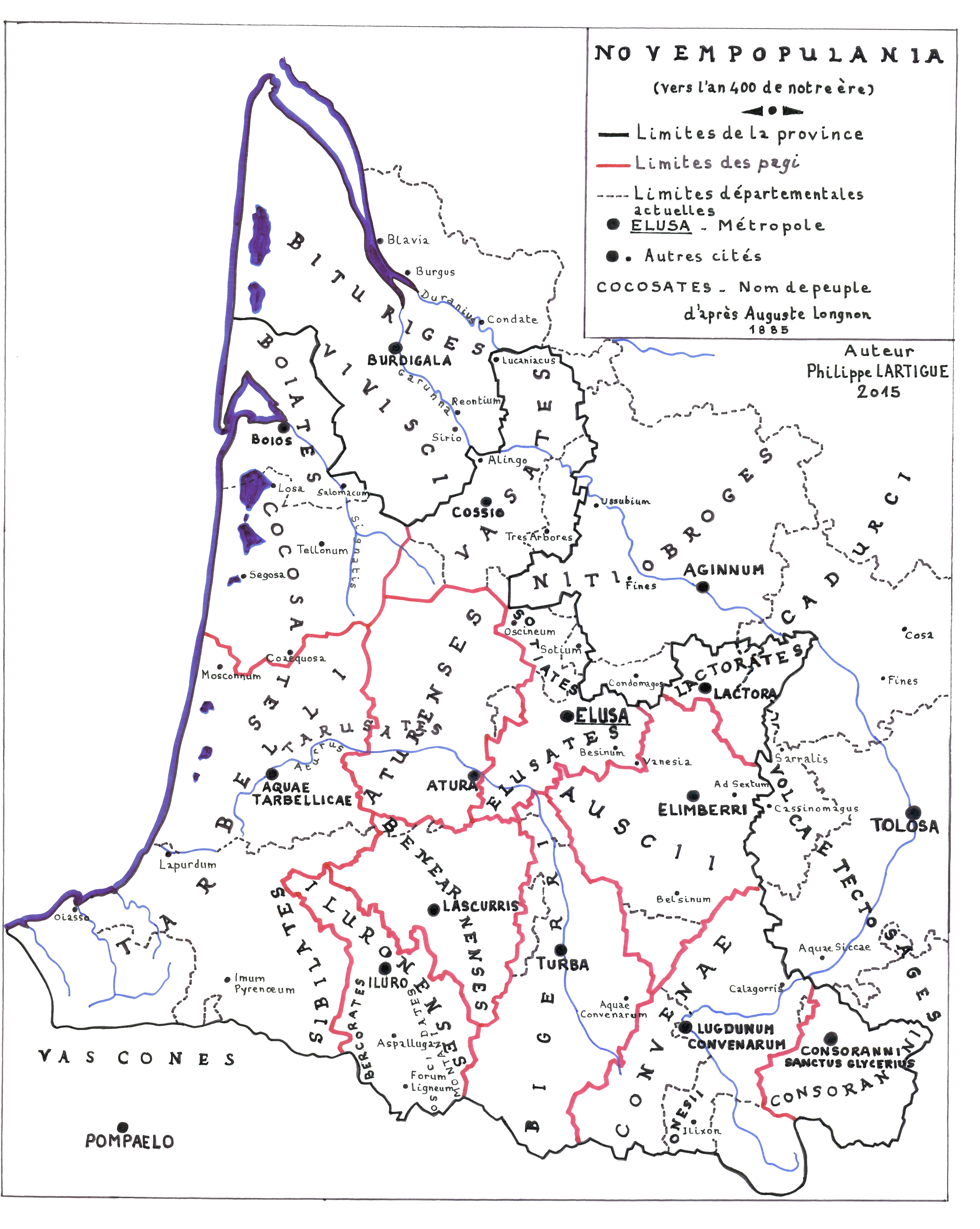
Carte des peuples de la Novempopulanie

Les Tarbelles (Tarbelli en latin) étaient un peuple aquitain (proto-basque) centré sur Aquae Tarbellicae (Dax). Situés sur les bords de l'océan Atlantique, ils occupaient un territoire qui va aujourd'hui du sud des Landes, au Pays basque français actuel, de la Chalosse, aux vallées de l'Adour, des gaves de Pau et d'Oloron.
Leur capitale était Dax, anciennement Aquae Tarbellicae, située dans ce qu'Ausone décrivait comme « ces contrées où mugit le peuple des Tarbelles ». Ils sont probablement les ancêtres les plus proches et les plus directs des modernes Basques d'Aquitaine ou Basques du nord.
Les Tarbelles durent être un des premiers peuples connus de toute l'Aquitaine protohistorique, parce qu'ils se trouvaient sur la côte, et les premiers placés sur la route des navigateurs phéniciens.

## Histoire

### Conquête romaine
La civitas des Tarbelles est une des premières structures politiques connues de l'aire historique basque. Sans doute anciennement et solidement établis, les Tarbelles étaient considérés au Ier siècle av. J.-C. par les Romains comme le peuple le plus puissant de l'Aquitania (la Novempopulania du Bas-Empire) et de la région avec les Vascons.
À l'époque de la conquête romaine (milieu du Ier siècle av. J.-C.), ils dominaient[réf. nécessaire] plusieurs groupes aquitains : les Cocosates des actuelles Landes centrales, les Aturenses de l'Adour moyen (Aire-sur-Adour) ou Tarusates de la vallée de la Midouze (Tartas), les Sibusates de l'Adour inférieur (Saubusse)[réf. nécessaire], les Iluronenses du Gave d'Oloron, les Beneharni (Pathiciani, Ptiani) du Gave de Pau (Béarn) et probablement les Bigerri de la haute vallée de l'Adour (Bigorre) mais la question a été discutée[réf. souhaitée].
Publius Crassus, lieutenant de Jules César, entreprit la conquête de l'Aquitaine en 56 av. J.-C.. Ce fut la célèbre bataille, suivie du siège de Sos où le roi des Sotiates, Adiatuanos capitula en 55 av. J.-C.. L'intervention des Cantabres (Celtes) aux côtés des Aquitains ne suffit pas à contenir l'expansion de l'Empire romain,. Des 50 000 combattants qui formaient l'armée des Aquitains et des Cantabres, seul un quart réussit à s'en échapper. En 51 av. J.-C., Jules César qui visite l'Aquitaine y reçoit les signes de soumission mais en 49/48 av. J.-C., Octave fait face à la révolte des Aquitains et c'est en -28/27 av. J.-C. que Valerius Messalla triomphe à nouveau des "Tarbelles adossés à la montagne des Pyrénées". La Tour d'Urkulu serait peut-être un trophée marquant cette victoire.

### Romanisation
Sous l'Empire, il ne semble pas y avoir eu de troupe auxiliaire tarbelle proprement dite, comme ce fut le cas pour les Vascons par exemple. Les Tarbelles devaient donc intégrer des troupes "aquitaines" comme la Cohors I Aquitanorum.
La voie romaine Ab Asturica Burdigalam traversait le territoire des Tarbelles (axe nord-sud) et passait par la capitale Aquae Tarbellicae, rebaptisée Aquae Augustae.
Au IIIe siècle, lors de la division par l'administration romaine de l'Aquitaine en trois provinces, le territoire des Tarbelles fit partie de la Novempopulanie (Aquitania Tertia). Le légat Verus, auteur de la stèle romaine commémorative d'Hasparren oú il indique son action en faveur de la création de la Novempopulanie, pourrait être lui-même d'origine tarbelle.
Le développement postérieur des cités proto-basques des Beneharni et des Iluronenses, vallées aujourd'hui béarnaises, limita quelque peu le domaine des Tarbelles.
Les auteurs latins du Bas-Empire romain Arborius et Ausone étaient respectivement fils et petit-fils d'Aemilia Corinthia Maura, d'origine tarbelle et d'un sang illustre .
À la fin de l'Empire, et d'après la Notitia Dignitatum, il semble que la capitale Aquae Tarbellicae ait perdu de l'importance au profit de Lapurdum (Bayonne), siège du tribun de la Cohorte de Novempopulanie (In provincia Novempopulana tribunus cohortis Novempopulanæ in Lapurdo).
Les Tarbelles disparaissent avec les invasions barbares et la chute de l'Empire. Leurs voisins Vascons prennent alors une place prépondérante dans la région qui prend le nom de Vasconie.
Les limites de la civitas des Tarbelles ont été cependant globalement conservées par le diocèse de Dax et celui de Bayonne, qui s'en est détaché, jusqu'à la Révolution française.

## Étymologie

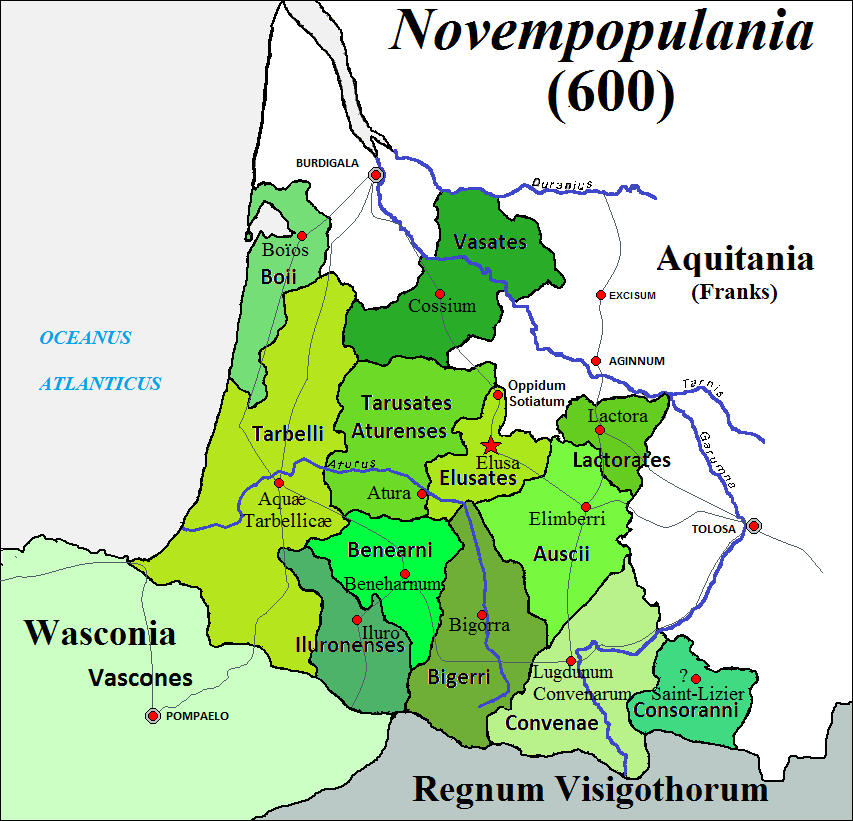
La Novempopulanie dont Elusa est la capitale et Aquae Tarbellicae la ville des Tarbelles.

Au Ier siècle, Pline les surnomme Tarbelli quatuorsignani (« Tarbelles aux quatre signes, enseignes », étendards ou peuples) indiquait que ceux-ci devaient fédérer quatre tribus.
Certains auteurs[Lesquels ?] voient dans le radical *tarb-/*tarv- le mot gaulois taruos qui veut dire taureau (X. Delamarre, dictionnaire de la langue gauloise, Ed. Errance). Le gentilice Tarbelli signifierait alors les petits taureaux. Cette thèse est volontiers soutenue par les Dacquois qui défendent une tradition taurine.
De même, on est tenté de rapprocher leur nom de celui de la ville de Tarbes, mais le nom antique de cette cité est Turba et elle appartenait au peuple des Bigerriones, au mieux clients des Tarbelles.
Contrairement au phénomène habituel en Gaule, oú le nom gallo-romain des villes disparait au haut Moyen Âge pour être remplacé par celui du peuple qui l'habitait (Lutetia devenant Parisii), c'est ici le nom Tarbelle (nom du peuple) qui disparait au profit du nom Aquas/Dax (nom de la métropole).